# Curt Rohtlieb

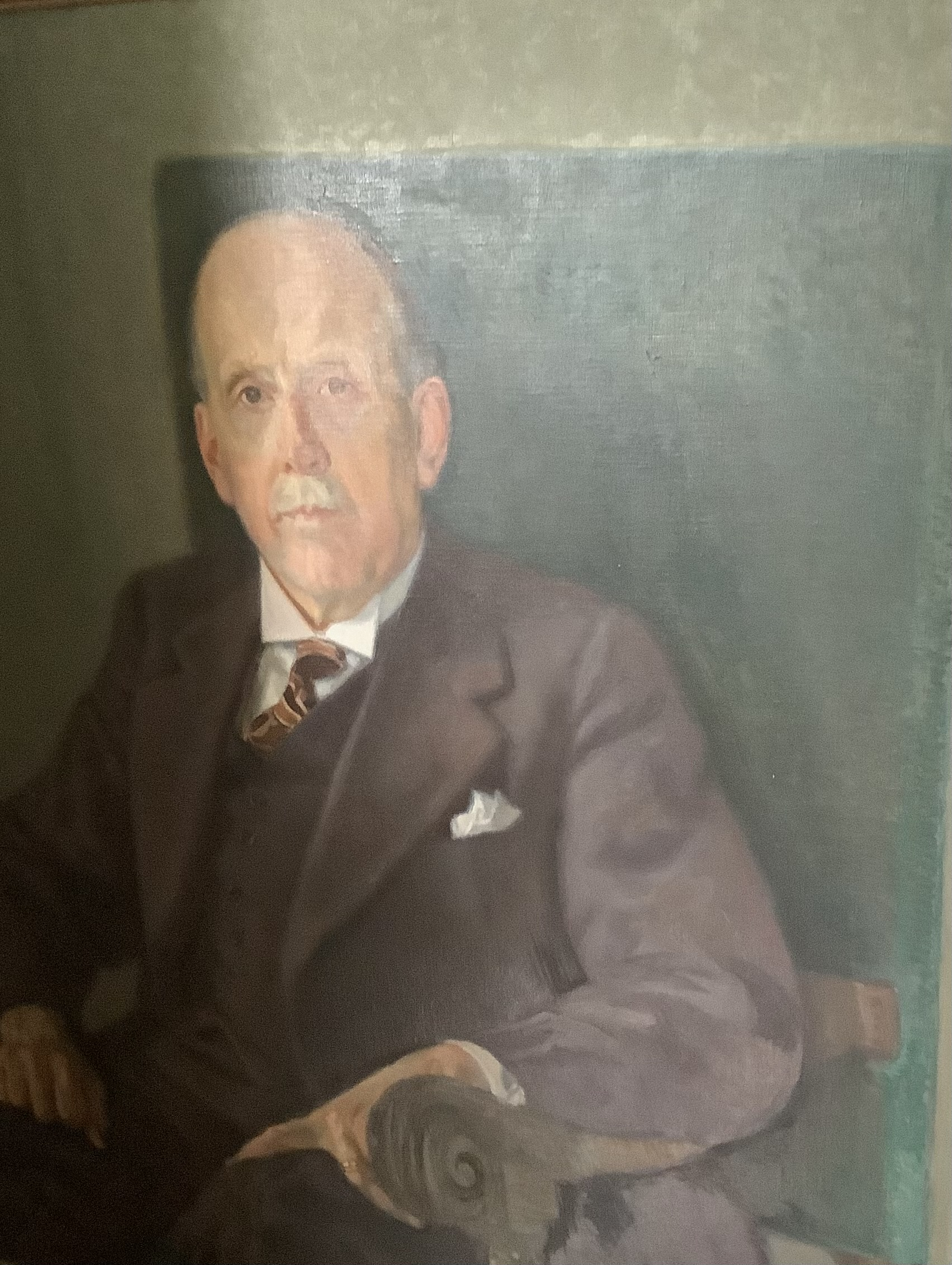
Målning på Curt Rohtlieb

Curt Viktor Rohtlieb, född 3 september 1880 i Stockholm, död 1967 i Danderyds församling, var en svensk jurist och ämbetsman. Han var verksam inom statlig förvaltning under första hälften av 1900-talet och publicerade flera verk inom ekonomi, samhällsfrågor och rättsvetenskap.

## Biografi
Curt Rohtlieb var son till häradshövdingen och revisionssekreteraren Herman Rohtlieb och friherrinnan Maria Felicia von Willebrand. Han var vidare sonson till Johannes Rohtlieb. Han avlade juris kandidatexamen vid Uppsala universitet 1904 och promoverades till juris doktor vid Lunds universitet 1921. Hans doktorsavhandling har titeln Gränsproduktiviteten hos jordbrukets produktionsfaktorer. Rohtlieb inledde sin statliga tjänstgöring som amanuens vid Jordbruksdepartementet 1907. Han utnämndes till kanslisekreterare 1913, förste kanslisekreterare 1917 och kansliråd 1936. Han gick i pension 1947.

## Författarskap
Curt Rohtlieb publicerade skrifter inom ekonomi, samhällsfrågor och rättsvetenskap samt bidrog med artiklar till bland annat Svensk Tidskrift och Ord och Bild. Bland hans verk märks Gränsproduktiviteten hos jordbrukets produktionsfaktorer (1921), Johan Fischerström: en studie i upplysningstidens tankeliv (1926)
och Folkförsörjningens kris (1958).

## Familj
Curt Rohtlieb gifte sig 1924 med Hedvig Malin Elisabet Hjärne. Paret fick tre barn: Johannes Rohtlieb, Märta Rohtlieb och Agnes Rohtlieb. 